# Chiesa di San Giuseppe (Renon)
La chiesa  di San Giuseppe (in tedesco Kirche St. Josef) è la parrocchiale a Campodazzo (Atzwang), frazione di Renon (Ritten) in Alto Adige. Appartiene al decanato di Bolzano-Sarentino della diocesi di Bolzano-Bressanone e risale al XVII secolo.

## Descrizione
La chiesa è un monumento sottoposto a provvedimento di vincolo col numero 16714 nella provincia autonoma di Bolzano.